# سیارک ۱۹۸۶۰
سیارک ۱۹۸۶۰ (به انگلیسی: 19860 Anahtar، نامگذاری:2000UB52) نوزده هزار و هشتصد و شصتمین سیارک کشف شده‌است که در ۲۴ اکتبر ۲۰۰۰ کشف شد.
قدر مطلق سیارک برابر ۱۶.۲ است.